# Robert Louzon
Robert Louzon, né le 30 juin 1882 à Paris et mort le 8 septembre 1976 à Antibes (Alpes-Maritimes), est un ingénieur, journaliste et homme politique français.
Journaliste socialiste puis syndicaliste révolutionnaire, il rejoint le Parti communiste français (PCF) après la Première Guerre mondiale et devient un actif militant anti-colonialiste, antisioniste et pacifiste. Retiré durant l'Occupation, il milite à nouveau après la guerre et écrit régulièrement dans La Révolution prolétarienne des « Notes d’économie et de politique ».

## Biographie

### Les premières années de militantisme
Robert Louzon « fit de solides études scientifiques et entra à l’École des mines ». Il devient ingénieur à la compagnie du gaz de Paris. Il est également titulaire d'un doctorat de droit.
Il est impliqué dans la Confédération générale du travail (CGT), puis dans l'anarchisme. En 1899, il adhère aux Étudiants collectivistes, l'un des groupes dreyfusards les plus actifs. Militant du Parti ouvrier socialiste révolutionnaire en 1900, il est ensuite à la Section française de l'Internationale ouvrière. En 1905, il intègre la SFIO. En 1906, après avoir été licencié pour avoir prêté 50 000 francs à la CGT pour qu'elle achète un immeuble, il publie en juillet dans Mouvement socialiste peu après l'arrêt de la cour de cassation qui réhabilite Alfred Dreyfus un article antidreyfusard aux relents antisémites intitulé la faillite du dreyfusisme ou le triomphe du parti juif. Il dénonce le "sémitisme" qu'il assimile au "cléricalisme", l'un et l'autre étant selon lui des « émanations du pouvoir de la bourgeoisie ». Il épouse Marie Élisa Coquus, dite Eliksa ou Élisa Brugnières, militante anarchiste, le 6 octobre 1908 à la mairie du XVe arrondissement de Paris. Le couple s'installe en Tunisie en août 1913 et y fait l'acquisition de plusieurs exploitations agricoles. Robert Louzon se rapproche du Destour.

### Après la Première guerre mondiale
Il rejoint la Section Française de l'Internationale communiste de Tunisie (Parti communiste) à sa création, puis la quitte en décembre 1924. Il contribue ensuite à fonder la revue La Révolution prolétarienne avec le syndicaliste Pierre Monatte. Anti-colonialiste virulent il affirme que le colonialisme est un précurseur du nazisme et qu'« aucun régime ne saurait être pire pour les indigènes algériens que l'impérialisme français ». Aussi quand dans une manifestation en 1933 des Algériens scandent « A bas la France, Vive l'Allemagne, A bas les Juifs », Robert Louzon prend leur parti.
Il s'est joint à la Solidarité internationale antifasciste (SIA) et a signé l'appel « la Paix immédiate » de Louis Lecoin. Au cours de la Seconde Guerre mondiale, il a été arrêté et interné en France et en Algérie. Après-guerre il dénonce avec constance et virulence le sionisme  que Louzon considère comme la « dernière conquête coloniale » et, dans le même esprit, il soutient le Bund ces « Juifs contre l'État juif». Son discours pro-arabe ne se départ pas de remarques judéophobes puisque Louzon considère que contrairement à la religion juive l'Islam est une « religion extrêmement ouverte et fondamentalement assimilatrice » et qu'il juge la « conquête de la Palestine par les sionistes comme une des plus répugnantes et des plus atroces qui soient ». En 1972, il refuse de condamner la prise d'otages des Jeux olympiques de Munich.
En 1960, il signe le Manifeste des 121 titré « Déclaration sur le droit à l’insoumission dans la guerre d’Algérie ».
L'historien Michel Dreyfus évoque Robert Louzon dans son étude sur l'antisémitisme chez des personnalités politiques de gauche.

## Œuvres
- Le Régime légal de la propriété des mines en Prusse, Belgique et Hollande (thèse de doctorat), Giard et Brière, 1907.
- La Déchéance du capitalisme, Impr. spéciale de la Libr. du travail, 1923
- L'Économie capitaliste, principes d'économie politique, Librairie du travail, 1925.
- Impérialisme et nationalisme, Librairie du travail, 1926
- Ce que sont les Juifs d'après Renan et d'après Marx : Conférence faite à Nice au club ela Tribunee, le 8 décembre 1946. Notes politiques. Notes économiques
- L'Ère de l'impérialisme, Spartacus, 1948.
- La Chine. Ses trois millénaires d'histoire, ses cinquante ans de révolution, Collection de la Révolution Prolétarienne - III, 1954
- La Dialectique scientifique , celle des choses et celle de l'esprit, Les Éditions syndicalistes, 1970.
- Cent ans de capitalisme en Algérie, Acratie, 1998.

## Notices
- Notices d'autorité :   - VIAF
  - ISNI
  - BnF (données)
  - IdRef
  - LCCN
  - GND
  - Pays-Bas
  - Catalogne
  - Grèce
- Dictionnaire biographique du mouvement ouvrier français : notice biographique.
- L'Éphéméride anarchiste : notice biographique.